# Arzjom Radskou
Arzjom Aljaksandrawitsch Radskou (belarussisch Арцём Аляксандравіч Радзькоў, russisch Артём Александрович Радьков Artjom Aleksandrowitsch Radkow, engl. Umschrift Artem Radkov; * 26. August 1985 in Mahiljou) ist ein ehemaliger belarussischer Fußballspieler.

## Karriere

### Verein
Radkov begann seine Fußballkarriere 2002 beim Dnjapro Mahiljou. 2003 wechselte er zum BATE Baryssau und spielte anschließend bei einer Reihe von belarussischen bzw. russischen Vereinen.
Im Sommer 2013 kehrte er zu seinem alten Klub SC Braga zurück. Zur Rückrunde der Saison 2013/14 wechselte er zum türkischen Erstligisten Gençlerbirliği Ankara. Zum Sommer 2014 verließ er diesen Verein wieder.

### Nationalmannschaft
Radkov spielte für die belarussische U-19- und U-21-Nationalmannschaft, ehe er ab 2006 für die belarussische Nationalmannschaft zu spielen begann.